# I trafficanti di Hong Kong
I trafficanti di Hong Kong (Flight to Hong Kong) è un film del 1956 diretto da Joseph M. Newman.
È un film d'azione a sfondo drammatico statunitense con Rory Calhoun e Barbara Rush.

## Produzione
Il film, diretto da Joseph M. Newman su una sceneggiatura dello stesso Newman e di Edward G. O'Callaghan e Leo Townsend con il soggetto di O'Callaghan e di Gustave Field, fu prodotto da Newman per la Rorvic Productions e la Sabre Production e girato a Honolulu, a Macao, a San Francisco e a Tokyo.
Il titolo di lavorazione fu The Hong Kong Story. Il brano della colonna sonora Flight to Hong Kong fu composto da Bob Hopkins (parole) e Monte Kelly (musica). Il film doveva originariamente essere interpretato da Anthony Quinn ma questi fu poi sostituito dalla produzione da Rory Calhoun.

## Distribuzione
Il film fu distribuito con il titolo Flight to Hong Kong negli Stati Uniti dall'8 ottobre 1956 al cinema dalla United Artists.
Altre distribuzioni:
- in Finlandia il 15 marzo 1957 (Hongkongin timanttivarkaat)
- in Germania Ovest il 26 aprile 1957 (Flug nach Hongkong)
- in Austria nell'ottobre del 1958 (Flug nach Hongkong)
- in Spagna (Consigna: eliminar a Dupont)
- in Grecia (Oi peiratai tou Hong-Kong)
- in Italia (I trafficanti di Hong Kong)

## Promozione
La tagline è: "Filmed in the sin capitals of the world!".